# Zygmunt Hübner
Pour les articles homonymes, voir Hübner.
Zygmunt Hübner est un acteur, réalisateur, publiciste et éducateur polonais né le 23 mars 1930 à Varsovie et mort le 12 janvier 1989 dans la même ville.

## Biographie
Il est né dans la famille de Zygmunt Hübner (pl), avocat et homme politique.
En 1952, il est diplômé du département d'art dramatique de l'Académie de théâtre Alexandre-Zelwerowicz. Entre 1948 et 1950, il étudie l'histoire de l'art à l'université de Varsovie. En 1956, il est diplômé de la faculté de mise en scène de l'Académie de théâtre Alexandre-Zelwerowicz.